# Synagoge (Děčín)

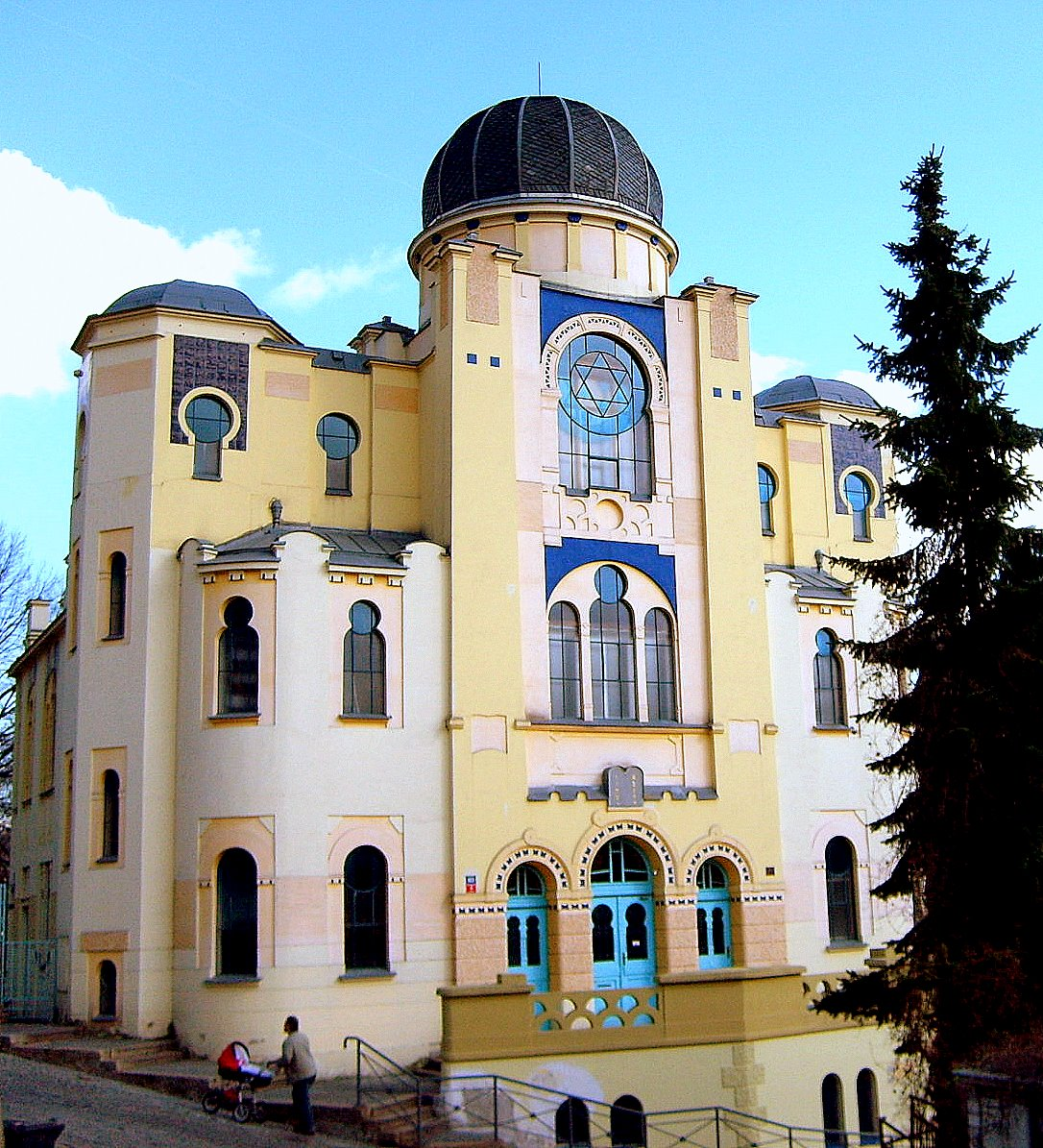
Synagoge in Děčín, 2007

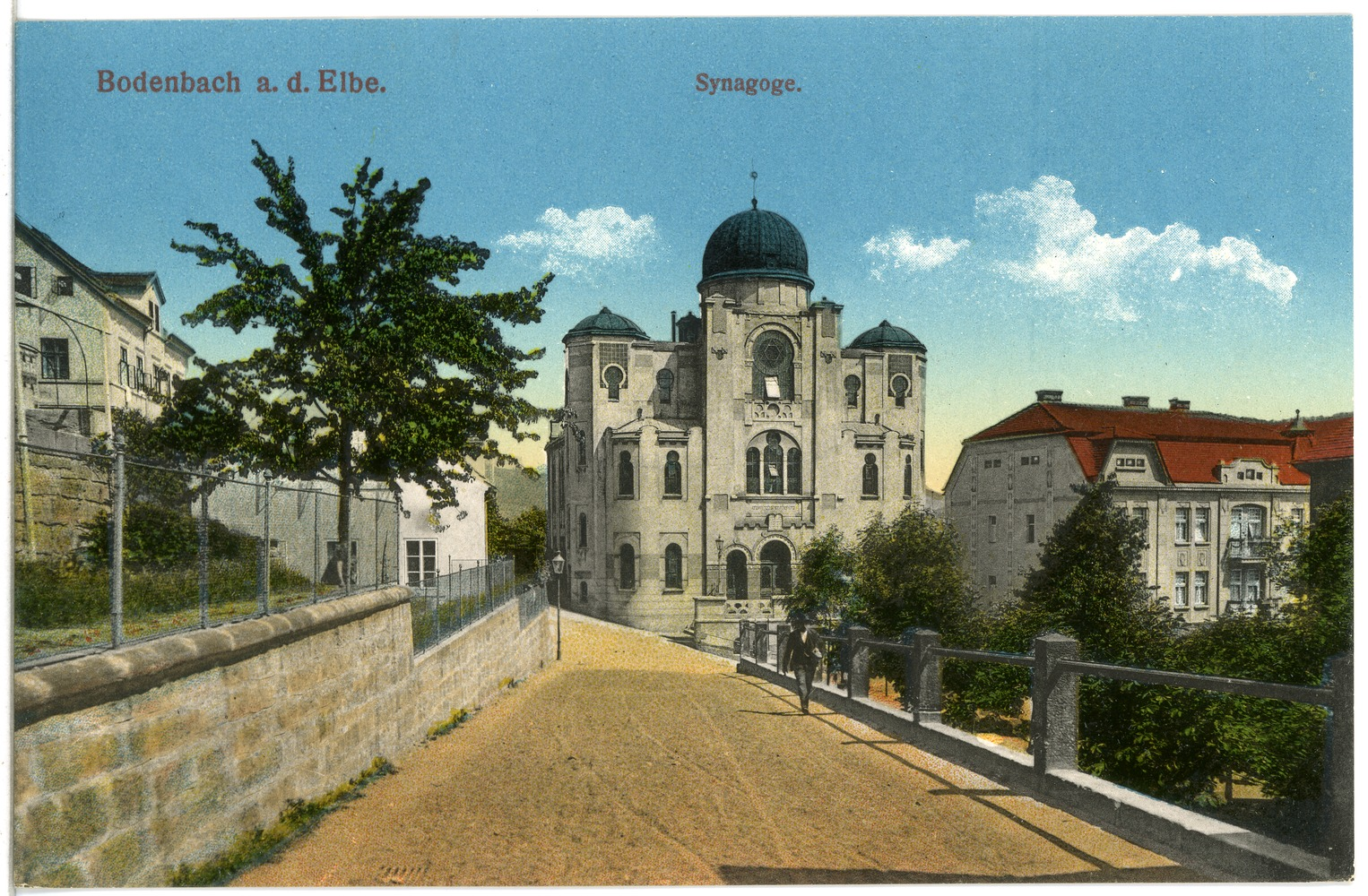
Synagoge in Děčín, 1915

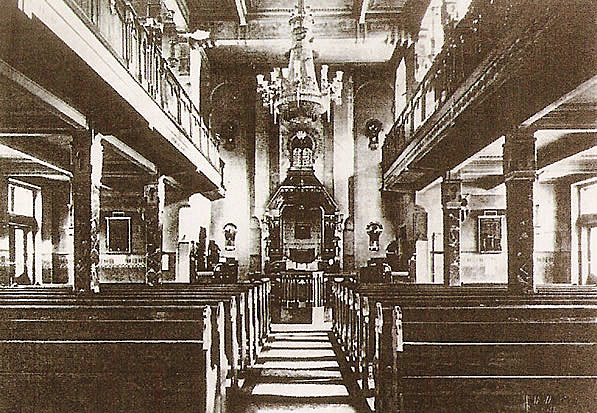
Innenraum, Blick zum Aaron haKodesch

Die Synagoge Děčín ist eine Synagoge in Děčín (deutsch Tetschen, 1942–1945 Tetschen-Bodenbach) in Tschechien.

## Beschreibung
Die Synagoge wurde von der israelitischen Religionsgemeinschaft Bodenbach von 1906 bis 1907 im Jugendstil kombiniert mit maurischen Bauformen errichtet, wobei schon seit 1892 Spendengelder für das Projekt gesammelt wurden. 

## Geschichte
Die Eisenbahnstrecken, die im Jahre 1851 von Prag und nach Dresden eröffnet wurden, veranlassten vermehrt jüdische Kaufleute und Unternehmer, sich in Dečín niederzulassen, wo bereits seit dem 16. Jahrhundert jüdische Einwohner genannt wurden.
Der Gottesdienst fand seit 1874 in einem Privathaus statt. Die Gründung einer jüdischen Gemeinde erfolgte am 30. Juli 1887; mit 162 Gemeindemitgliedern. Zu den Gründern der Gemeinde zählten Siegmund Brauner und Karl Heller aus Děčín sowie Gottfried Pick und Moritz Frankl aus Weiher. Der Gemeindevorsteher war der Fabrikant Adolf Pächter, der auf dem Gelände seiner Knopffabrik einen Gartenpavillon als Sukka und als provisorische Synagoge zur Verfügung stellte. Später diente das Thunsche Zeughaus (heute: Archivgebäude) und später die Volkshalle (heute: Haus der Kinder und Jugend) an der Teplitzer Straße als Synagoge. 1888 erfolgte die Gründung der Chewra Kadischa, einer Begräbnisbruderschaft, wobei Gottfried Pick Vorsitzender war. 
In Bodenbach (Podmokly) nahm 1855 der erste jüdische Religionslehrer Adolf Lederer seine Lehrtätigkeit auf. Er lehrte bis zu seiner Versetzung nach Chlumec in Děčín, Jílové, Benešov, Verneřice und in Česká Kamenice. Rabbiner in Děčín waren Max Freund, J. Krengler und Oskar Karpelis. Im Jahre 1915 verstarb Fabrikant Adolf Pächter und sein Sohn Alfred Pächter folgte ihm im Amt des Gemeindevorstehers. Später wurde der Děčíner Kaufmann Alois Zirkel Gemeindevorsteher. Letzter Gemeindevorsteher vor der Shoa war Jacob Lemberg. Während der Novemberpogrome wurde die Synagoge in der Nacht vom 9. auf den 10. November 1938 verwüstet.
1993 wurde die Gemeinde neu gegründet. Vilém Markovič wurde zum Gemeindevorsteher gewählt, der im Jahre 1997 von Vladimír Poskočil abgelöst wurde.
1996 wurde die Synagoge der israelitischen Religionsgemeinschaft zurückgegeben. Sie wird auch als Ausstellungs- und Konzerthaus genutzt.